# 幼兒教育學系
幼兒教育學系是指專門提供幼兒教育領域的相關課程，及（或）對相關領域進行研究的學系、系所。與指相似的上有（嬰）幼兒保育系、幼兒保育與家庭服務系、幼兒保育暨產業系、兒童與家庭發展學系、兒童與家庭服務系、兒童教育暨事業經營系、兒童與家庭學系、兒童發展與家庭教育學系、家庭研究與兒童發展學系。

## 提供幼兒教育本科或以上程度課程之高等院校列表

### 臺灣
| œ  | 學校名稱         | 學術單位                           | 最高學位程度 | 學校網址                                                                                 |
| 01 | 國立政治大學     | 幼兒教育研究所                     | 碩士         | https://ece.nccu.edu.tw/ （页面存档备份，存于）                                          |
| 02 | 國立臺北教育大學 | 幼兒與家庭教育學系                 | 碩士         | http://s11.ntue.edu.tw/ （页面存档备份，存于）                                           |
| 03 | 國立臺中教育大學 | 幼兒教育學系                       | 碩士         | http://www.ntcu.edu.tw/ttcece/index.htm （页面存档备份，存于）                           |
| 04 | 國立清華大學     | 幼兒教育學系                       | 碩士         | https://www.gdece.nthu.edu.tw/ （页面存档备份，存于）                                    |
| 05 | 國立屏東大學     | 幼兒教育學系                       | 碩士         | https://ec.nptu.edu.tw/index.php （页面存档备份，存于）                                  |
| 06 | 臺北市立大學     | 幼兒教育學系                       | 碩士         | http://web.utaipei.edu.tw/~kid/ （页面存档备份，存于）                                   |
| 07 | 國立東華大學     | 幼兒教育學系                       | 碩士         | http://www.ece.ndhu.edu.tw/ （页面存档备份，存于）                                       |
| 08 | 國立臺南大學     | 幼兒教育學系                       | 碩士         | http://www.ece.nutn.edu.tw/ （页面存档备份，存于）                                       |
| 09 | 國立嘉義大學     | 幼兒教育學系                       | 碩士         | https://www.ncyu.edu.tw/geche/ （页面存档备份，存于）                                    |
| 10 | 國立臺東大學     | 幼兒教育學系                       | 碩士         | http://dpts.nttu.edu.tw/dcde/contents/news/news_list.asp?menuID=1 （页面存档备份，存于） |
| 11 | 亞洲大學         | 幼兒教育學系                       | 碩士         | http://ece.asia.edu.tw/ （页面存档备份，存于）                                           |
| 12 | 南華大學         | 幼兒保育學系                       | 碩士         | https://childhood3.nhu.edu.tw/ （页面存档备份，存于）                                    |
| 13 | 台灣首府大學     | 幼兒教育學系                       | 碩士         | https://early.tsu.edu.tw/app/home.php （页面存档备份，存于）                             |
| 14 | 國立臺灣師範大學 | 人類發展與家庭學系幼兒發展與教育組 | 博士         | https://www.hdfs.ntnu.edu.tw/ （页面存档备份，存于）                                     |

### 马来西亚
| œ  | 学校名称       | 学术单位/课程 | 最高学位程度 | 学校网址                                                                                    |
| 01 | 拉曼大学       | 幼儿教育学系  | 学士         | https://study.utar.edu.my/early-childhood-education.php                                     |
| 02 | 南方大学学院   | 幼儿教育学系  | 学士         | http://www.southern.edu.my/FEP/en/department/education/bece.html （页面存档备份，存于）     |
| 03 | 新纪元大学学院 | 幼儿教育学系  | 学士         | https://www.newera.edu.my/course_details_cn.php?acalevel=1&course=25 （页面存档备份，存于） |

### 美国
| œ  | 學校名稱         | 學術單位/課程             | 最高學位程度 | 學校網址 |
| 01 | 佛羅里達大學     | Early Childhood Education | 博士         | http://education.ufl.edu/early-childhood-education/ （页面存档备份，存于）                                                                                                |
| 02 | 佛羅里達州立大學 | Early Childhood Education | 博士         | https://web.archive.org/web/20110405040736/http://www.coe.fsu.edu/Academic-Programs/Departments/School-of-Teacher-Education-STE/Degree-Programs/Early-Childhood-Education |
| 03 | 愛許蘭大學       | Early Childhood Education | 學士         | https://web.archive.org/web/20110706104329/http://www.ashland.edu/departments/early-childhood-education                                                                   |
| 04 | 印第安那大學     | Early Childhood Education | 博士         | https://web.archive.org/web/20090610034158/http://education.indiana.edu/Default.aspx?tabid=4701                                                                           |
| 05 | 波士頓大學       | Early Childhood Education | 博士         | https://web.archive.org/web/20101122072518/http://www.bu.edu/sed/academics/graduate/edd/ct/                                                                               |

### 新西兰
| œ  | 學校名稱           | 學術單位/課程                     | 最高學位程度 | 學校網址 |
| 01 | 惠靈頓維多利亞大學 | Early Childhood Teacher Education | 學士後文憑   | https://web.archive.org/web/20090429014812/http://www.victoria.ac.nz/home/study/undergrad/earlychildhoodteacheducation.aspx |

### 香港
| œ  | 學校名稱     | 學術單位     | 最高學位程度 | 學校網址                                                                   |
| 01 | 香港教育大學 | 幼兒教育學系 | 博士         | https://www.eduhk.hk/ece/tc/academic_programmes.php （页面存档备份，存于） |